# Joseph Mensah
Joseph Mensah (født 29. september 1994) er en ghanesisk fodboldspiller, der spiller for AC Horsens.

## Karriere
Den 2. august 2014 blev det offentliggjort, at Joseph Mensah skiftede til AC Horsens. Han fik sin officielle debut for AC Horsens den 24. august 2014, da han blev skiftet ind efter knap en times spil imod Vendsyssel F.F..